# Szentenderský ostrov
Szentenderský [se-] neboli Svatoondřejský ostrov (maďarsky Szentendrei-sziget) je říční ostrov na Dunaji, ležící v maďarské župě Pest. Protáhlý ostrov je dlouhý 32 km a široký až 3,5 km. Má rozlohu 59 km² a z administrativního hlediska patří k okresu Szentedre v rámci Pešťské župy. Ostrov je oblíbenou výletní a rekreační oblastí obyvatel hlavního města Budapešti.

## Poloha a umístění
Severní konec leží na vyústění Dunajského ohbí nedaleko slovenské hranice a jižní konec se dotýká Budapešti. Ostrov je z východu obtékán hlavním tokem Dunaje a ze západu jeho ramenem Szentendrei-Duna (Szentenderský Dunaj), dříve též Donau-Arm. Je jen řídce osídlený, pobřeží je lemováno lužním lesem, ve vnitrozemí se nacházejí louky a pastviny. Ostrov je víceméně plochý, nejvyšší bod se nachází 124 metrů nad mořem. Břehy ostrova jsou zpevněny protipovodňovými hrázemi/náspy.

## Historie
V době existence Římské říše byl součástí opevňovacího systému Limes Romanus, kdy hranice impéria procházela veletokem přímo poblíž ostrova. Dochovaly se pozůstatky některých pevnostních staveb, např. Szigetmonostor-Horány nebo malá pevnost u Kisoroszi.
Ostrov se objevuje již na mapách josefínského prvního vojenského mapování, a to pod názvem Andre Insel. S výjimkou jednoho menšího ramena a ostrůvku (Kecske sziget) u obce Dunabogdány se jeho tvar nicméně větším způsobem nezměnil. Nacházely se na něm původně vesnice Kisorozi a Tóthfalu (dnes Tahitófalu), dále Pécsmegyer a Szigetmonostor. Severní i jižní konec ostrova víceméně odpovídaly současnosti, tedy od obce Kisorozi až k obci Békasmeger na jihu. Již v polovině 19. století vedly přes ostrov cesty, které spojovaly jednotlivé přívozy, mosty ale směrem k ostrovu ještě zbudovány nebyly. To se změnilo až v roce 1912, kdy bylo rameno Dunaje přemostěno v obci Tahitófalu mostem Tildy híd. Jižně od obce Szigetmonostor je patrný vznik lesa již na konci 19. století a především před druhou světovou válkou.
V 30. letech 20. století začal být ostrov využíván jako zdroj pitné vody pro Budapešť. Bylo sem zavedeno podzemní potrubí. Diskutována je nicméně výstavba dalších mostů na ostrov, např. z Vácu, kde je v provozu pouze přívoz.

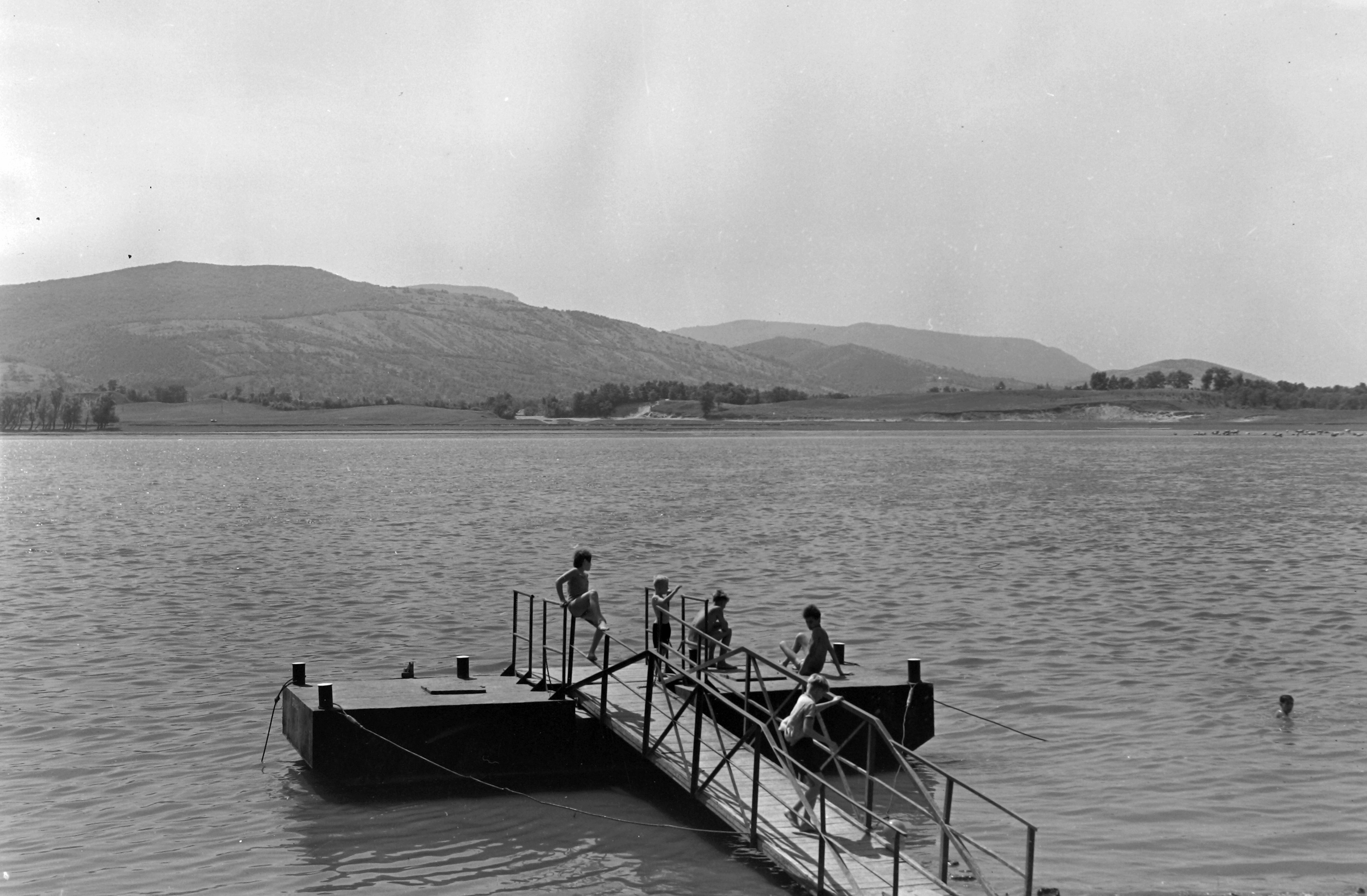
Koupání na Dunaji.

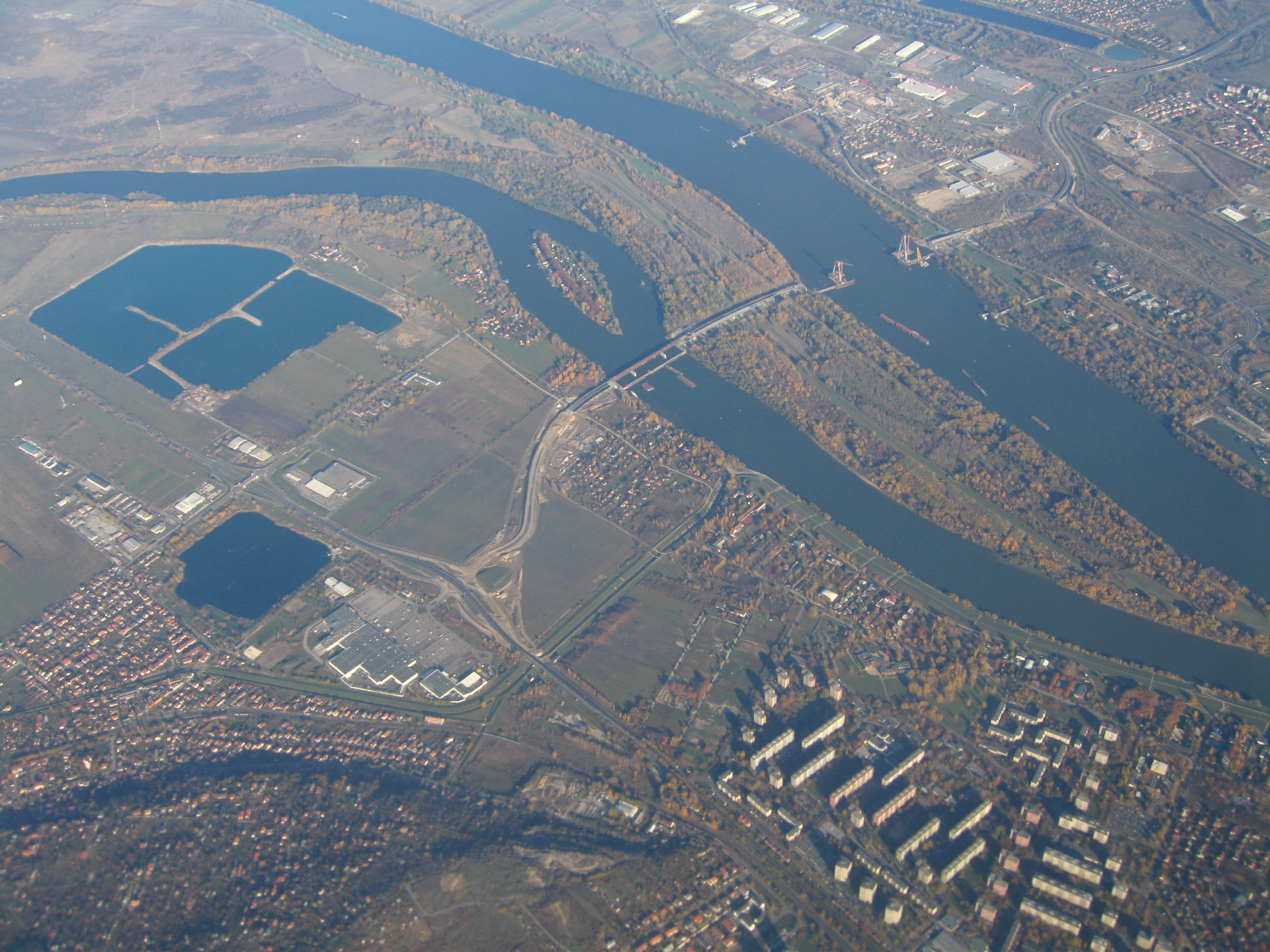
Pohled na jižní cíp ostrova. Most Megyeri híd je ve výstavbě.

Odlehlost ostrova od hlavních komunikací jej víceméně až do meziválečného období uchránila před dramatickým stavebním rozvojem, které zažívaly okolní sídla. Až na mapách z roku 1941 je patrný vznik rozsáhlého sídelního útvaru u obce Pócsmegyer naproti městu Göd. Až po druhé světové válce zde vznikly rekreační oblasti a chaty pro obyvatele Budapešti.
Jižní cíp ostrova překonal městský obchvat Budapešti přes most Megyeri híd. Kromě toho je ale ostrov i v 21. století vnímán jako oáza klidu uprostřed budapešťské metropolitní oblasti. Diskutována je nicméně výstavba dalších mostů na ostrov, např. z Vácu, kde je v provozu pouze přívoz. Přívoz je také v Szentendre a v první uvedené vesnici po proudu, a sice Kisorozsi.

## Sídla
Na ostrově leží vesnice Kisoroszi, Tahitótfalu, Pócsmegyer, Surány, Szigetmonostor a Horány. Ostrov je součástí Národního parku Dunaj-Ipoly, je využíván převážně k rekreaci. S pevninou je spojen mostem a několika přívozy, naproti němu na "pevnině" leží města Vác (východně) a Szentendre (západně, podle něj se ostrov jmenuje). Na samotném ostrově se nachází sídla Kisoroszi, Szigetmonostor a Tahitótfalu. Celkem na ostrově žije zhruba deset tisíc lidí.

## Fauna a flóra
Díky nízkému zásahu člověka ve srovnání s okolní krajinou je zde vysoký výskyt různých rostlin a živočichů. Vyskytuje se zde 25 v Maďarsku chráněných druhů rostlin, např. náprstník vlnitý. Žije zde přes 200 druhů ptáků, např. byl pozorován orel skalní, rybák červený, čáp černý, vlaštovka obecná a další. Pravidelně zde hnízdí sovy.

## Využití
Ostrov představuje především velmi úrodnou zemědělskou půdu. Je proto ve velké části své rozlohy obděláván. Souvisle se zde obdělává půda zhruba na polovině plochy ostrova již od 17. století. Pěstována je slunečnice, kukuřice, brambory apod. Nachází se zde také početné vinice.
Zhruba třetinu ostrova tvoří lesy, umístěné především v jeho jižní části.
Rozsáhlý rezervoár pitné vody pod ostrovem je využíván pro zásobování Budapešti. Pobřežní filtrační vrty dodávají 600 000 metrů krychlových vysoce kvalitní pitné vody denně. To zajišťuje zhruba 80 % potřeby maďarské metropole. Díky tomu se minimálně zasahuje také do koryta řeky.
Ostrov je oblíbený jako turistická destinace, nicméně zde nevedou značené trasy ani žádné cyklostezky. Výhledově má být postaven most ze Szentendre.  Zato jsou stezky po obou stranách Dunaje. Pořádán je zde také festival s názvem Denagyvilág, který se koná pravidelně v Szigetmonostoru.
Některé lokality jsou oblíbené ke koupání, i když tam nejsou pláže.
Na ostrově se nachází několik povrchových dolů.

## Ochrana
Plánuje se zřízení klimatického parku.